# Myriapora
A Myriapora a szájfedő nélküliek (Gymnolaemata) osztályának a Cheilostomatida rendjébe, ezen belül a Myriaporidae családjába tartozó nem.

## Rendszerezés
A nembe az alábbi 4 faj tartozik:
- Myriapora bugei d'Hondt, 1975
- Myriapora orientalis (Kluge, 1929)
- Myriapora simplex (Busk, 1884)
- Myriapora truncata (Pallas, 1766)